# Pollacra goleta
Una pollacra goleta o goleta pollacra és un vaixell de vela de dos pals (trinquet i major) o, de vegades, tres (mitjana). És semblant al bergantí però se'n diferencia perquè els pals són de dues peces (mascle i masteleret) i no porten cofa però sí creueta. El trinquet hissa veles quadres i el major i de mitjana les hissen de tall (cangrea i, eventualment, escandalosa). Les vergues superiors es poden arriar des de coberta i els mariners poden recollir les veles recolzant els peus sobre les vergues inferiors. En canvi, en un bergantí cada vela cal recollir-la pujant fins a la verga corresponent (que és fixa i no es pot abaixar) i recolzant els peus sobre el marxapeus que penja de la verga. L'aparell de pollacra goleta, doncs, necessita menys tripulants que un bergantí i, en aquest sentit, el fa més avantatjós.
Entre d'altres pollacres goleta, destacà el Maria Assumpta, construït a Badalona el 1858 i naufragat a Cornualla el 1995.